# Glucuronzuur
Glucuronzuur (uit het Oudgrieks γλυκύς "zoet" + οὖρον "urine") is een carbonzuur.  De structuur lijkt op die van glucose, maar het zesde koolstofatoom is geoxideerd tot een zuurgroep. De brutoformule is C6H10O7.  De stof mag niet verward worden met gluconzuur, het standaard oxidatieproduct in tal van aantoningsreacties van glucose.

## Functies

### Proteoglycaanopbouw
Glucuronzuur is een vaste bouwsteen van de koolstofketen met de naam proteoglycanen. Het is een onderdeel van secretie-vloeistoffen zoals speeksel. Doordat proteoglycanen makkelijk water vasthouden zijn ze een onmisbaar onderdeel van het kraakbeen. Artrose berust onder meer op afbraak van deze proteoglycanen.

### Glucuronidering van lichaamsvreemde stoffen
Glucuronidering is een fase II-biotransformatiereactie. Hierbij wordt een lichaamsvreemde stof gekoppeld (geconjugeerd) aan een lichaamseigen stof. Bij glucuronidering wordt glucuronzuur gekoppeld  aan hydroxyl-, carbonzuur-, amino- of thiolgroepen van lichaamsvreemde stoffen of daarvan afgeleide metabolieten. 
De enzymen die een rol spelen bij die omzetting zijn glucuronosyltransferasen. Ze hebben uridinedifosfaat-glucuronzuur nodig als cofactor.
De omzetting vindt hoofdzakelijk plaats in de lever, hoewel het verantwoordelijke enzym in bijna alle lichaamsdelen voorkomt.
De omzettingsproducten heten glucuroniden. Het bekendste iso-enzym dat de reactie faciliteert is UGT2B7 (UDP-Glucuronosyltransferase-2B7), zoals gebeurt bij de omzetting van nalmefeen.

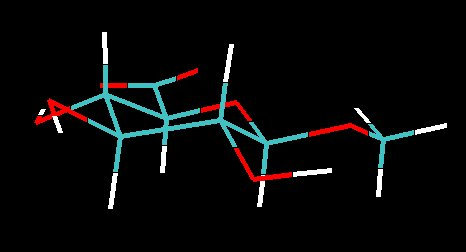
Het β-D-methylglycoside van glucuronzuur in de laag-energetische ^{4}C_{1}-conformatie

#### Glucuronidase
Glucuronidasen, een groep van enzymen, verbreken de band weer van het glucuronide, de glucuronzuur-verbinding.